# エディン・ヴィシュチャ
エディン・ヴィシュチャ（Edin Višća 、1990年2月17日 - ）は、ユーゴスラヴィア（現ボスニア・ヘルツェゴビナ）・オロヴォ出身のプロサッカー選手。元サッカーボスニア・ヘルツェゴビナ代表。トラブゾンスポル所属。ポジションはミッドフィールダー。

## 経歴

### クラブ
FKブドゥチノスト・バノヴィチのユースチームを経て、FKジェリェズニチャル・サラエヴォでプロデビュー。
2011年8月10日、トルコのイスタンブール・バシャクシェヒルFKに移籍。
2013年にチームはスュペル・リグからTFF1.リグに降格してしまったが、残留を決断。2部で10ゴール10アシストの結果を残しリーグ優勝とトップディビジョン復帰に貢献した。
2022年1月、2025年6月までの契約でトラブゾンスポルに移籍した。

### 代表
ユース年代からボスニア・ヘルツェゴビナ代表に選ばれている。
2010年12月10日のポーランド戦でフル代表デビュー。2014 FIFAワールドカップではアルゼンチン戦に出場した。2015年6月12日のイスラエル戦で代表初ゴール。2018年6月1日の韓国との親善試合ではハットトリックを達成した。
2021年5月21日、代表引退を表明した。

## 代表歴

### 出場大会
- ボスニア・ヘルツェゴビナ代表
  - 2014 FIFAワールドカップ

### 試合数
- 国際Aマッチ 55試合 10得点（2010年-2020年）[15]

| ボスニア・ヘルツェゴビナ代表 | 国際Aマッチ | 国際Aマッチ |
| 年                           | 出場        | 得点        |
| ---------------------------- | ----------- | ----------- |
| 2010                         | 1           | 0           |
| 2011                         | 0           | 0           |
| 2012                         | 0           | 0           |
| 2013                         | 6           | 0           |
| 2014                         | 8           | 0           |
| 2015                         | 7           | 2           |
| 2016                         | 6           | 0           |
| 2017                         | 5           | 3           |
| 2018                         | 9           | 3           |
| 2019                         | 8           | 2           |
| 2020                         | 5           | 0           |
| 通算                         | 55          | 10          |

### 得点
| No. | 開催日        | 開催地     | 対戦国             | スコア | 結果 | 試合概要                    |
| --- | ------------- | ---------- | ------------------ | ------ | ---- | --------------------------- |
| 1.  | 2015年6月12日 | ゼニツァ   | イスラエル         | 1–1    | 3–1  | UEFA EURO 2016予選          |
| 2.  | 2015年6月12日 | ゼニツァ   | イスラエル         | 3–1    | 3–1  | UEFA EURO 2016予選          |
| 3.  | 2017年3月25日 | ゼニツァ   | ジブラルタル       | 4–0    | 5–0  | 2018 FIFAワールドカップ予選 |
| 4.  | 2017年8月31日 | ニコシア   | キプロス           | 2–0    | 2–3  | 2018 FIFAワールドカップ予選 |
| 5.  | 2017年10月7日 | サラエヴォ | ベルギー           | 2–1    | 3–4  | 2018 FIFAワールドカップ予選 |
| 6.  | 2018年6月12日 | 全州市     | 韓国               | 1–0    | 3–1  | 親善試合                    |
| 7.  | 2018年6月12日 | 全州市     | 韓国               | 2–1    | 3–1  | 親善試合                    |
| 8.  | 2018年6月12日 | 全州市     | 韓国               | 3–1    | 3–1  | 親善試合                    |
| 9.  | 2019年3月26日 | ゼニツァ   | ギリシャ           | 1–0    | 2–2  | UEFA EURO 2020予選          |
| 10. | 2019年9月5日  | ゼニツァ   | リヒテンシュタイン | 4–0    | 5–0  | UEFA EURO 2020予選          |

## 人物
敬虔なイスラム教徒である。2014 FIFAワールドカップでクイアバに滞在した際、チームメイトのムハメド・ベシッチ、ヴェダド・イビシェヴィッチと共に現地のモスクで礼拝を行った。

## タイトル

### クラブ
ジェレズニチャル
- プレミイェル・リーガ: 2009–10
- ボスニア・ヘルツェゴビナカップ: 2010–11

バシャクシェヒル
- TFF1.リグ: 2013–14
- スュペル・リグ: 2019-20